# 足病学
足病学是医学的一個分支，這門醫學學科主要致力于研究、诊断和治疗足和踝关节疾病。相關的從業醫師被称为足病医生。许多国家都開設了足病學醫學專科。

## 历史
古埃及就有人注重對腳進行专业护理。
1895年，全球第一个足病学会在美國纽约成立，至今仍在纽约运作，它的名字叫NYSPMA。第一所足病学校于1911年开业。